# Lampona kirrama
Lampona kirrama is een spinnensoort uit de familie Lamponidae. De soort komt voor in Queensland.